# Промежина

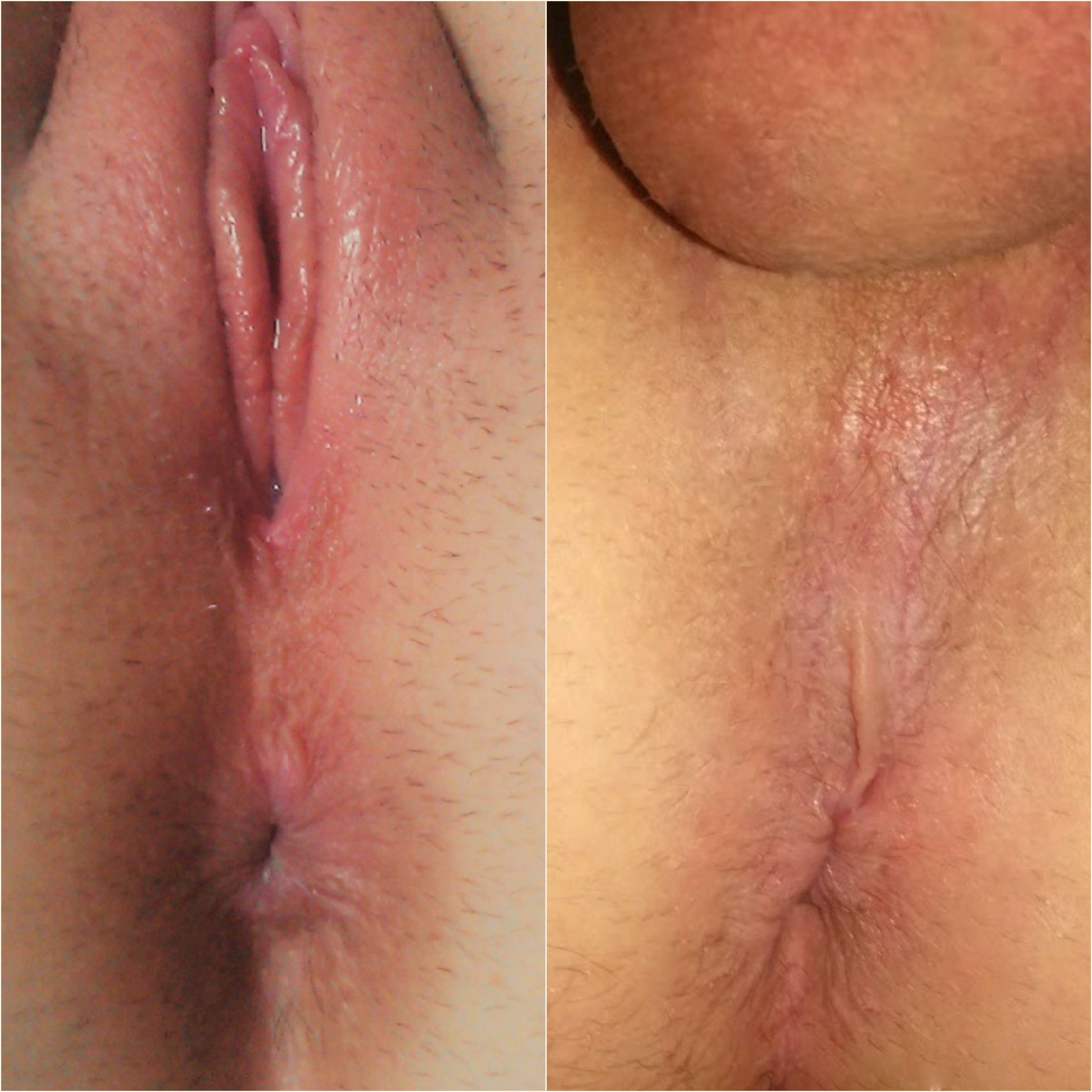
Жіноча і чоловіча промежини

Проме́жина (лат. perineum) — простір між зовнішнім отвором заднього проходу і калиткою (у чоловіків) чи задньою спайкою великих статевих губ (у жінок). Зовні промежина вкрита шкірою, на якій видно лінію від задньої спайки до заднього проходу — шов промежини. У товщі промежини знаходяться три шари м'язів, що складають тазове дно. Відстань від задньої спайки до заднього проходу називають висотою промежини, вона дорівнює 3-4 см. При вищій або малорозтяжній (ригідній) промежині, під час пологів, щоб уникнути її розривання промежини, її розтинають.

## М'язи промежини
Зовнішній м'яз-замикач анального отвору (sphincter ani externus), розташований в ділянці тазової діафрагми. Він починається від куприка, кільцеподібно охоплює пряму кишку і спереду з'єднується з іншими м'язами промежини та з її сухожилковим центром. Цей м'яз складається з колових волокон, які між собою перехрещуються. Серед них розрізняються підшкірні (поверхневі) і глибокі волокна. Фасція промежини (fascia perinei), покриває поверхневі м'язи промежини зовні. Вона є частиною загальної поверхневої фасції тіла і помітна погано. Сідничо-відхідникова ямка (fossa ischioanalis), розташована в ділянці промежини по боках від м'яза-підіймача (levatoris ani) і відхідника. Вона має конічну форму, вгорі звужена. Латеральною її стінкою є внутрішній затульний м'яз, який покритий затульною фасцією, і внутрішня поверхня сідничого горба. Медіально ямка обмежена м'язом-підіймачем відхідника з нижньою фасцією діафрагми таза. Її передню стінку утворюють поперечні м'язи промежини, а задню — куприковий м'яз. Сідничо-відхідникова ямка заповнена жировою тканиною, яка формує жирове тіло (corpus adiposum fossae ischioanalis), судинами і нервами. Жирове тіло знизу покрите поверхневою фасцією промежини.

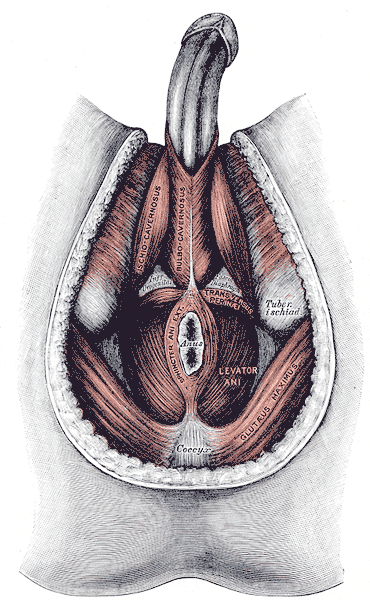
М'язи чоловічої промежини
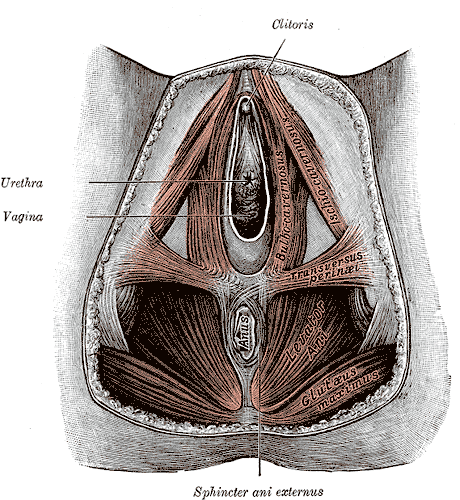
М'язи жіночої промежини
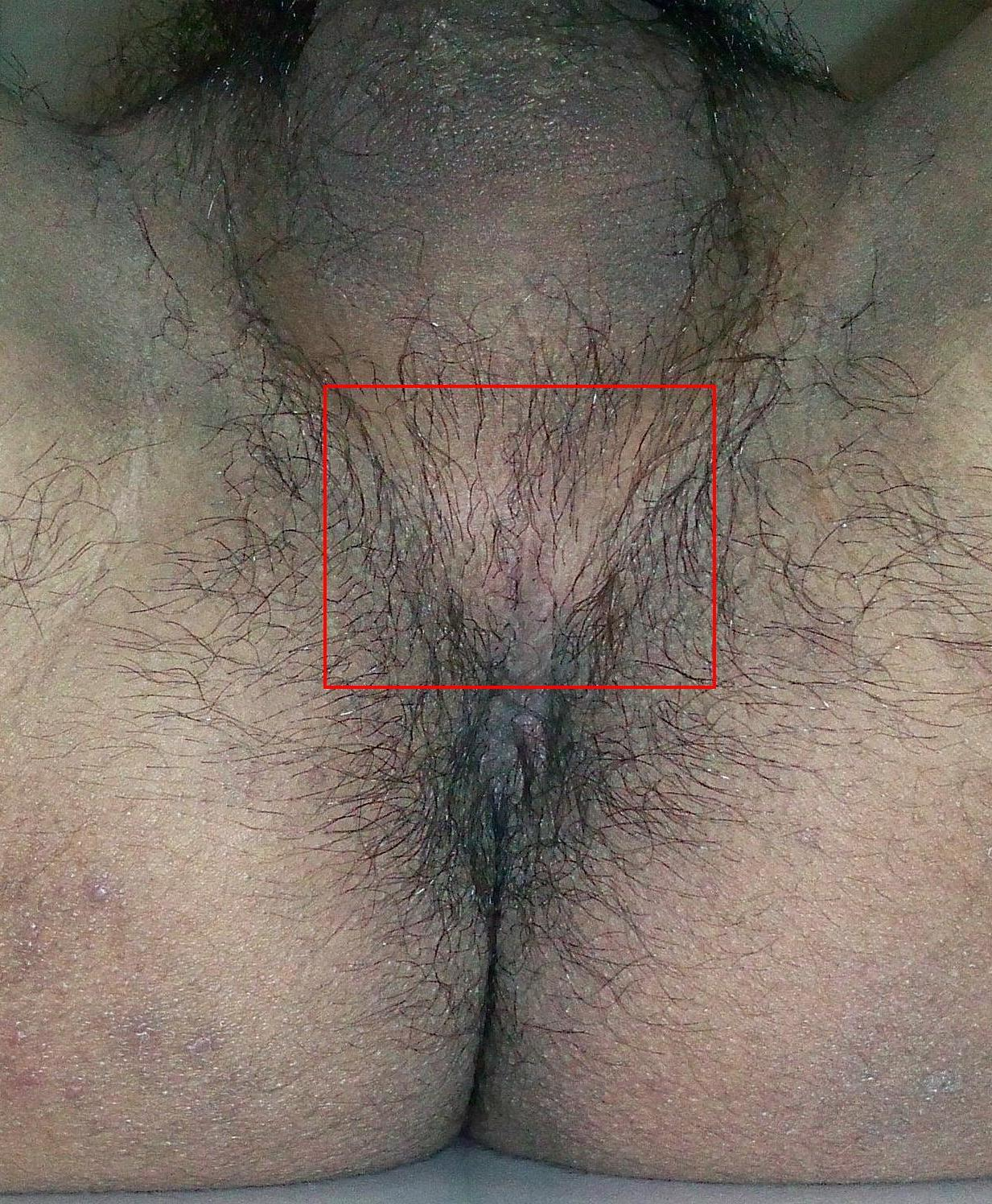
Фото промежини чоловіка
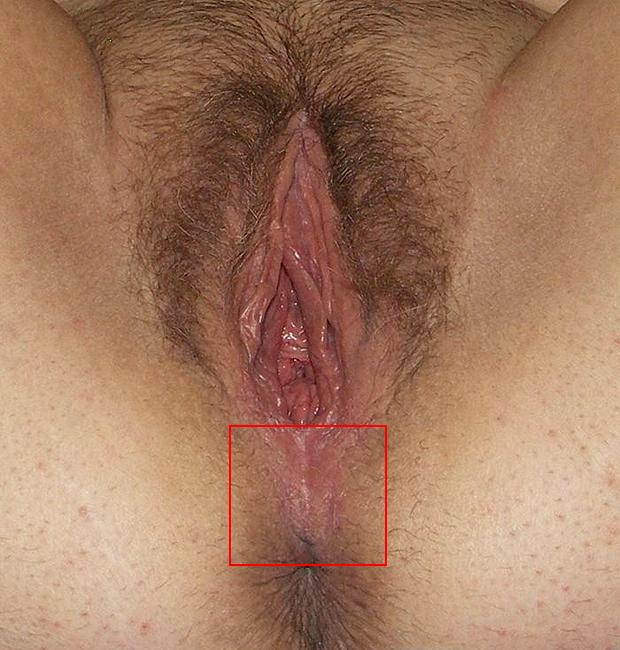
Фото промежини жінки